# 萨拉曼卡大学
萨拉曼卡大学（西班牙語：Universidad de Salamanca）是一所位于西班牙卡斯蒂利亚-莱昂自治区萨拉曼卡的综合性大学。大学建立于1134年，并于1218年获得西班牙国王阿方索九世颁发的皇家宪章。萨拉曼卡大学是西班牙最古老的高等教育机构，同时也是欧洲第三古老且仍在运行的大学。1254年阿方索十世正式授予其“大学”地位，教宗亞歷山大四世则在1255年承认其大学资历。萨拉曼卡大学以传统的人文学科著称。

## 历史沿革

### 早期历史
萨拉曼卡大学的有迹可循的历史可以追溯到1130年。如同许多早期建立的大学一样，它最初是一所天主教学校。1134年萨拉曼卡大学正式建校，1218年学校被当时的西班牙国王阿方索九世定为国立综合学院。1254年5月8日，国王阿方索十世向大学授予皇家宪章，以此规定了学校的学制组织和财政收支的方式。学校正式获得大学头衔则一直要等到1255年教宗在宪章上加盖印章（即确认宪章的有效性）。
萨拉曼卡大学立足于其校训：“凡自然所予皆授之”（Quod natura non dat, Salmantica non praestat）和“广博众长”（Multos et doctissimos Salmantica habet）。借此，大学很快赢得显著的成就。
国王费迪南二世和国王伊莎贝拉一世联合统治时期，西班牙政府进行了一系列改革措施。随着异端审判、排穆排犹运动和征服格拉纳达运动的进行，西班牙国家机构也逐渐提升了专业化水平。政府开始大量聘请文职人员（指律师、文官等），而这些人中的大部分都是萨拉曼卡大学和新成立的阿尔卡拉大学的毕业生。其中许多文职人员都会供职于西班牙政府和西班牙帝国的各级立法机构，包括塞维利亚的西印度交易所和远至西印度的议会（西语：Consejo de Indias and Casa de Contratacion）。当哥伦布游说天主教双王授权他探索一条通往西印度群岛的航道时，他也向萨拉曼卡大学的地理学者委员会陈述了他的申请。之后的一个世纪里，除了既有的经济、哲学和神学议题以外，大学学者还就殖民美洲的道德问题进行了持久的争辩。

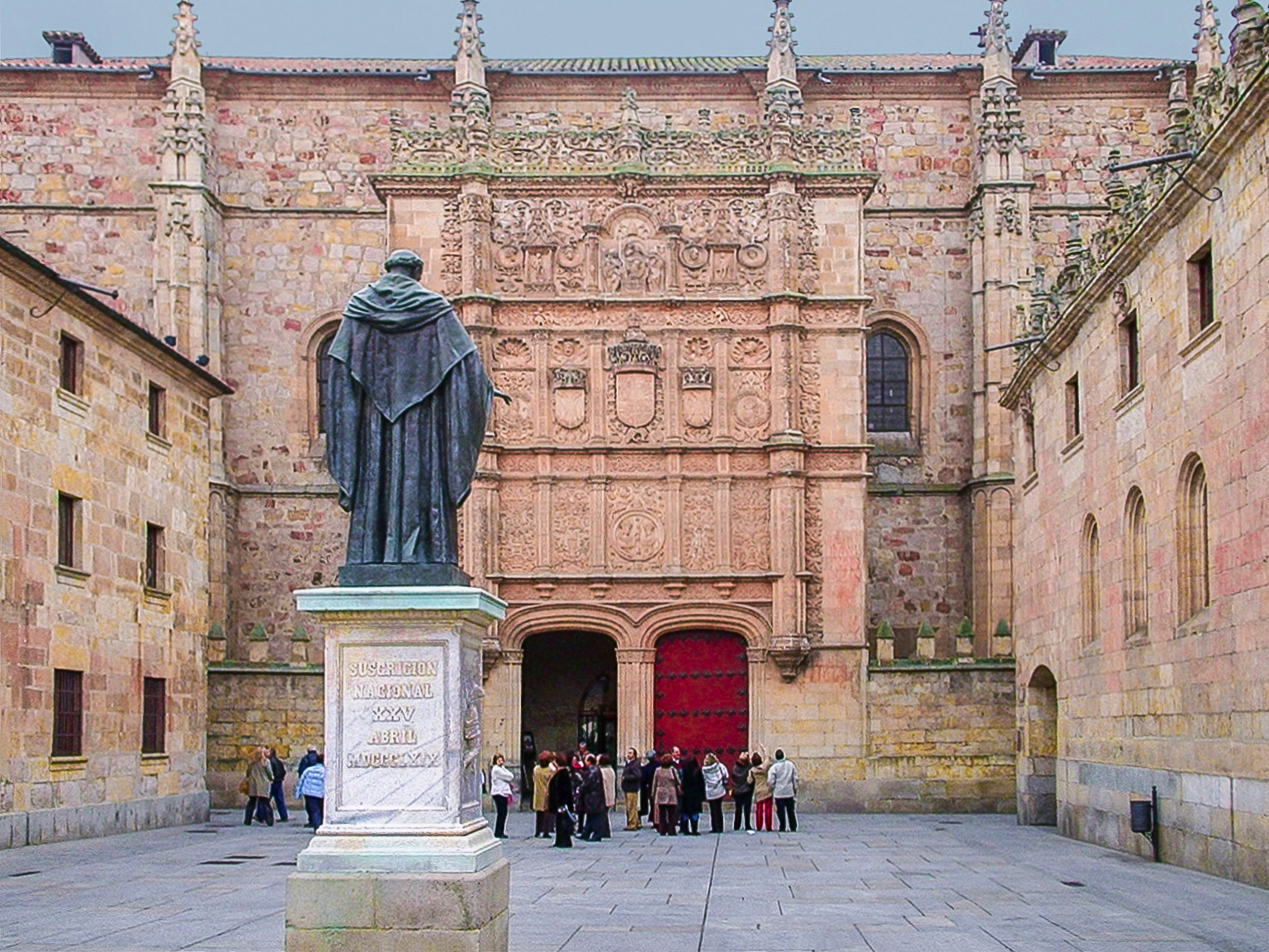
教学楼外立面

西班牙黄金时代（约1550年至1715年）末期，西班牙大学的学术质量开始下降。大学降低了颁发学位的频次，并缩窄了学术研究范围。同时，就学的学生人数也在减少。数世纪以来享誉欧陆的萨拉曼卡大学也因而声名大减。
萨拉曼卡大学与牛津大学和剑桥大学一样，下设若干个学院。这些学院最初是用于资助穷困学生入学的慈善机构。直到18世纪，学院变成了直接由其建立者后代掌控的封闭式公司。拿破仑战争期间，许多学院都被法军破坏。今日，幸存的学院大楼一部分成为了教学楼，剩下的则用作学生公寓。
19世纪，西班牙政府解散了学院的教会法系和神学系。这两个院系直到1940年代才在宗座萨拉曼卡大学恢复建制。

### 相关事件
在哥伦布出发之前，萨大的学者们曾经探讨过探索美洲计划的可行性。当美洲被发现后，他们的议题转而变为美洲土著居民的权益问题。无疑，该话题在当时极具独创性。萨大是首个研究经济分析的学校。萨大也很早发展了法学系，而彼时法学方才成为独立的研究课题。在大学的鼎盛时期，众多学界人才纷至沓来。学者们创新了神学理论，并为现代法律、国际法、现代经济学奠定基础。当时，不少学校成员都积极参加了特利腾大公会议。在教宗額我略十三世发起的改历运动中，萨大的数学家根据研究提出的解决方案最终得到了采纳。1580年，萨大每年招收6500名新生。优秀的毕业生则在西班牙皇家政府身居要职。两位女性学生Beatriz Galindo 和Lucía de Medrano据称也在这一时期入学。后者更是历史上首位在大学授课的女教授。

### 现状
目前，萨拉曼卡大学招生的范围遍及西班牙国内外。由于外来学生数量之多，萨大位列西班牙最佳大学之一。其西班牙語課程不收西班牙學生，因此每年都有超过2000名外國留學生入学。
萨拉曼卡大学是欧洲人文学科的研究重镇，其中尤以语言学、经济学和法学最为突出。大学及其附属的研究机构也着重于自然科学研究。著名的研究机构包括癌症研究中心、神经科学研究中心以及脉冲激光研究中心。1989年，萨拉曼卡大学与剑桥大学合作建立了欧洲语言考试协会（Association of Language Testers in Europe, ALTE）。2018年，萨拉曼卡大学度过了它八百岁的生日。

## 知名校友
- 塞万提斯，西班牙作家，《堂吉诃德》作者。

## 学术
萨拉曼卡大学的图书馆共有约906000卷藏书。

## 排名
- QS大学排名：534（2024年）[6]
- 泰晤士报大学排名：800-1000（2024年）[7]
- 世界大学学术排名：501-600（2023年）[8]
- U.S. News大学排名：769（2024年）[9]

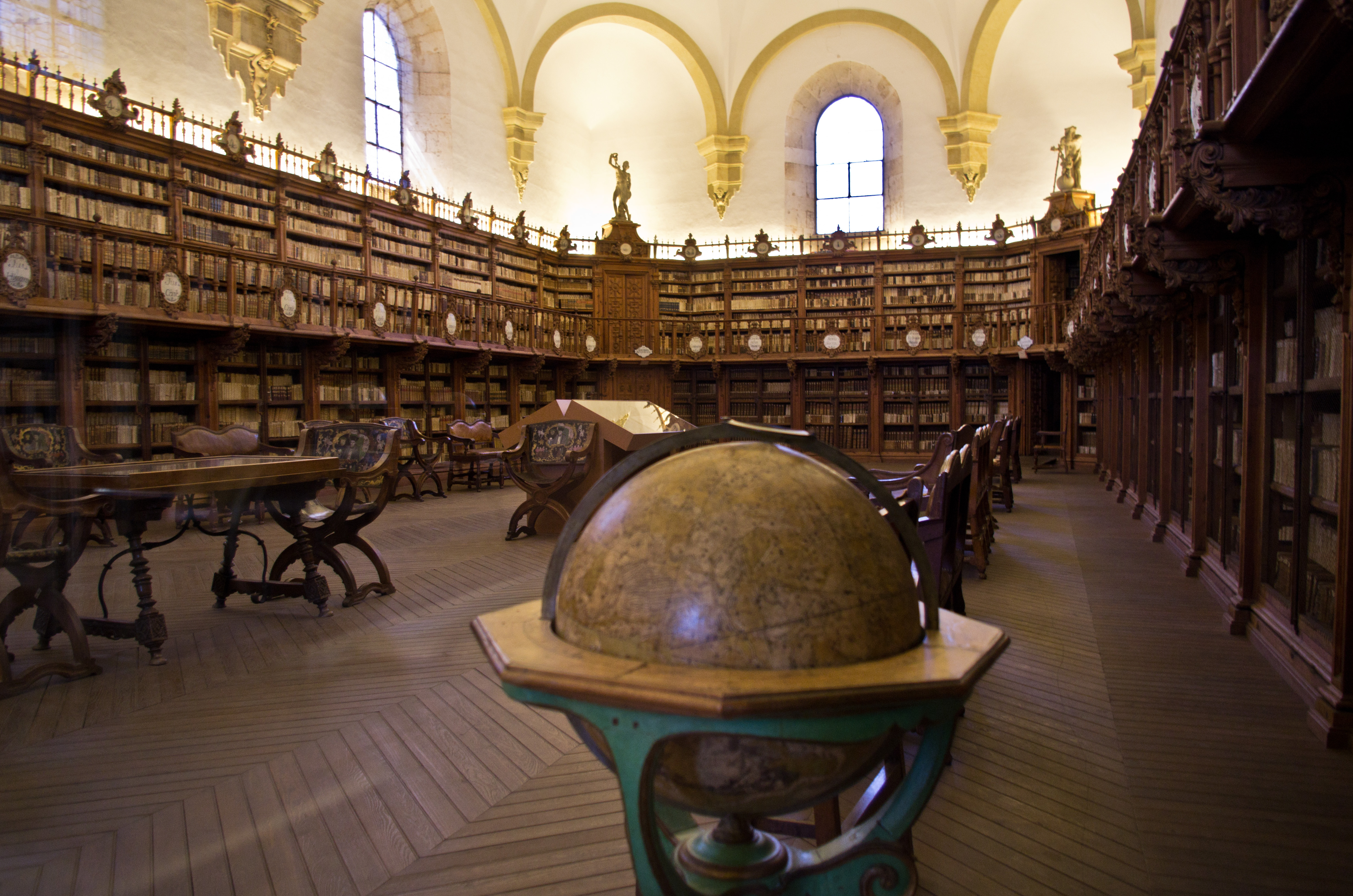
萨拉曼卡大学旧圖書館

- RUR大学排名：472（2024年）[10]

## 外部連結
- 官方网站
- 八百周年校庆网站
- 萨拉曼卡大学西班牙语课程 （页面存档备份，存于）
- . . New York: Robert Appleton Company. 1913.